# Тут енд Нейл Рекърдс
„Тут енд Нейл Рекърдс“ (на английски: Tooth & Nail Records) е звукозаписен лейбъл, създаден и основан от Брандън Ибъл в Калифорния през ноември 1993 г.
По-късно се премества в Сиатъл, където се намира и до днес. Той е дом на много известни музикални групи, включително Underoath, Hawk Nelson, Emery, The Almost, FM Static, Family Force 5, и MxPx. Първият издаден Тут енд Нейл Рекърдс албум е Pet The Fish на групата Wish For Eden.

## Продажби
Осем албума на Тут енд Нейл Рекърдс са RIAA сертифицирани като златни за продажби от 500 000 или повече копия. Лейбълът е вижда един от най-големите си успехи, когато албума Define The Great Line на групата Underoath дебютира под номер 2 в Billboard 200 през 2006 г.

## Изпълнители
- Abandoned Pools
- The Almost
- Anchor & Braille
- Blessed By A Broken Heart
- Capital Lights
- Children 18:3
- Emery
- Fair
- Family Force 5
- FM Static
- Aaron Gillespie
- Hyland
- I Am Empire
- Icon For Hire
- Ivoryline
- The Letter Black
- Love & Death
- Matt & Toby
- MxPx
- Nine Lashes
- Poema
- Rocky Loves Emily
- Run Kid Run
- Sainthood Reps
- Since October
- States
- Thousand Foot Krutch
- Underoath
- The Wedding
- Write This Down

## Бивши изпълнители
- Anberlin
- As Cities Burn
- Bleach
- Blindside
- Brave Saint Saturn
- The Classic Crime
- Corey Crowder
- Craig's Brother
- Crash Rickshaw
- Damien Jurado
- Danielson
- The Dingees
- Discover America
- Dogwood
- The Drawing Room
- Everdown
- Falling Up
- Fighting Jacks
- The Fold
- Furthermore
- Further Seems Forever
- Goodnight Star
- Hawk Nelson
- Holland
- The Huntingtons
- Joy Electric
- Klank
- The Lonely Hearts
- Luxury
- MeWithoutYou
- Michael Knott
- Norway
- Number One Gun
- The O.C. Supertones
- P.O.D.
- Project 86
- Ruth
- Search The City
- Seventh Day Slumber
- Showbread
- Spoken
- Starflyer 59
- Stavesacre
- Surrogate
- Swimming With Dolphins
- The Wednesdays

## Разпаднати групи
- Ace Troubleshooter
- All Wound Up
- And Then There Were None
- Argyle Park/AP2
- The Blamed
- Bloodshed
- The Brother's Martin
- Calibretto 13
- CHATTERbOX
- The Cootees
- Copeland
- Crux
- The Deadlines
- Delta Haymax
- The Deluxtone Rockets
- Don't Know
- Driver Eight
- Element 101
- Fanmail
- Fine China
- Focal Point
- Focused
- For Love Not Lisa
- Frodus
- Ghoti Hook
- Hangnail
- Havalina
- House Of Wires
- Joe Christmas
- Jonezetta
- The Juliana Theory
- Lucerin Blue
- Mae
- Morella's Forest
- Neon Horse
- Ninety Pound Wuss
- Off the Record
- Outer Circle
- Overcome
- Pedro The Lion
- Pep Squad
- Plankeye
- Poor Old Lu
- Puller
- Queen's Club
- Roadside Monument
- Rob Walker
- Royal
- Sal Paradise
- Shorthanded
- Side Walk Slam
- Slick Shoes
- Slow Coming Day
- Sometime Sunday
- Squad Five-O
- Strongarm
- Sullivan
- Terminal
- Too Bad Eugene
- Twothirtyeight
- Unashamed
- The Undecided
- Upside Down Room
- Value Pac
- Velour 100
- Waking Ashland
- Watashi Wa
- We Are The Becoming
- Wish For Eden

## Неактивни групи
- Blenderhead
- Bon Voyage
- The Crucified
- Dead Poetic
- A Dream Too Late
- Far-Less
- Halo Friendlies
- Mortal
- The River Bends
- Sent By Ravens
- Secret And Whisper
- The Send